# Alexander Wurz
Alexander Wurz (n. 15 februarie 1974) este un fost pilot de curse auto. A evoluat în Formula 1 din 1997 până în 2007, și este dublu câștigător al cursei de 24 de ore de la Le Mans.

## Cariera în Formula 1
| Sezon | Echipă                       | Puncte      | Loc clasament general |
| ----- | ---------------------------- | ----------- | --------------------- |
| 1997  | Mild Seven Benetton Renault  | 4           | 14                    |
| 1998  | Mild Seven Benetton Playlife | 17          | 8                     |
| 1999  | Mild Seven Benetton Playlife | 3           | 13                    |
| 2000  | Mild Seven Benetton Playlife | 2           | 15                    |
| 2001  | West McLaren Mercedes        | Pilot teste | -                     |
| 2002  | West McLaren Mercedes        | Pilot teste | -                     |
| 2003  | West McLaren Mercedes        | Pilot teste | -                     |
| 2004  | West McLaren Mercedes        | Pilot teste | -                     |
| 2005  | West McLaren Mercedes        | 6           | 17                    |
| 2006  | Williams F1 Team             | Pilot teste | -                     |
| 2007  | AT&T Williams                | 13          | 11                    |
| 2008  | Honda Racing F1 Team         | Pilot teste | -                     |
| 2009  | Brawn GP F1 Team             | Pilot teste | -                     |